# Banijay Benelux
Banijay Benelux is een productiegroep die in 2020 is ontstaan nadat de Nederlandse Endemol Shine Group werd overgenomen door het Franse Banijay Entertainment. Het bedrijf is een verzameling van productiemaatschappijen in de Benelux, waaronder EndemolShine Nederland, SimpelZodiak, Southfields, Jonnydepony en Topkapi. Voorheen beheerde het ook het label TVBV, maar die activiteiten werden eind 2024 gestaakt.
Banijay Benelux produceert televisieprogramma's, films en series voor verschillende afnemers in Nederland en België, waaronder NPO 1, RTL 4, Videoland, SBS6, ESPN, Ziggo Sport, Viaplay, VRT en VTM.

## Bekende producties

### Banijay Belgium
- 2 Meisjes op het Strand
- Blind Gekocht
- De Ambassade
- Echte Verhalen: De Buurtpolitie
- Echte Verhalen: SOS 112
- Enquêtebureau
- Erfgenaam Gezocht
- Expeditie Gooris
- Expeditie Robinson
- Extreme Makeover Vlaanderen
- Familie
- Hallo televisie!
- Huizenjagers
- Jonge Wolven
- Klopjacht
- Liefde voor Muziek
- MasterChef
- Mijn Pop-uprestaurant
- Rijker dan je denkt?
- Special Forces: Wie durft wint
- Starstruck
- The Block
- Voordat de bom valt

### EndemolShine
- All Together Now
- All You Need Is Love
- Big Brother
- Blow Up
- Chantals Pyjama Party
- Dames in de Dop
- De Erfgenaam
- Deal or No Deal
- Doet-ie 't of doet-ie 't niet
- Domino Challenge
- Eén tegen 100
- Hart in Aktie
- Holland's Next Top Model
- Hotter Than My Daughter
- LEGO Masters
- Miljoenenjacht
- Race om de Ringen
- RTL Tonight
- Te land, ter zee en in de lucht
- The Big Music Quiz
- The Talent Project
- Wie ben ik?

### Jonnydepony
- Arcadia

### nlfilm
- Aaf
- Alibi
- All You Need Is Love
- Alle tijd
- Anoniem
- Bankier van het verzet
- Bluf
- Bureau Raampoort
- Commando's
- Costa!!
- Costa!! de serie
- Dagboek van een callgirl
- De hoofdprijs
- De kuthoer
- De regels van Floor
- De sterkste man van Nederland
- De Storm
- De Zaak Menten
- Dit zijn wij
- Doodstil
- Ellis in Glamourland
- Floris
- Foeksia de Miniheks
- Goedenavond dames en heren
- Het gouden uur
- In therapie
- Jos
- Keyzer & De Boer Advocaten
- Kleine IJstijd
- Knielen op een bed violen
- Koppensnellers
- Lang en gelukkig
- Moeder, ik wil bij de Revue
- Mannenharten
- Nachtegaal en Zonen
- Penoza
- Penoza: The Final Chapter
- Popoz
- Project Orpheus
- SpangaS
- Stanley H.
- Tonio
- Vakkenvullers
- Vera
- Verborgen Gebreken
- Voetbalvrouwen
- Voor elkaar gemaakt
- VRijland
- Weg van Jou
- ZOOP
- Zwarte Tulp

### Scenery
- Ruimteschip Aarde

### SimpelZodiak
- De Bauers 20 jaar later
- De Roelvinkjes
- Expeditie Robinson
- Good Luck Guys
- Grenzeloos Verliefd
- Het Mooiste Meisje van de Klas
- Hunted
- Ik Geloof In Mij
- Ik Vertrek
- Je zal het maar hebben
- Kees van der Spek: Oplichters Aangepakt
- MasterChef
- Over de Oceaan
- Special Forces VIPS
- Temptation Island

### Southfields
- De Eretribune
- De Oranjezomer
- Rondo
- Veronica Offside
- Vrooooom
- Ziggo Sport Race Café

### TVBV
- 5 jaar later
- De Hofbar
- De Hofkar
- De sterren van Bethlehem
- Emmen op 1
- Goedemorgen Nederland
- Jinek
- Lijst 0
- Op1
- Parla
- Pauw
- Pauw & Jinek: De Verkiezingen
- Scheefgroei
- StemWijzer